# Licet ex omnibus
Licet ex omnibus (Sebbene da tutti) è una bolla pontificia promulgata il 30 maggio 1254 da Innocenzo IV, nella quale il pontefice divideva l'Italia in due giurisdizioni inquisitoriali: da un lato, la Lombardia, ovvero l'Italia settentrionale fino a Bologna, Ferrara e Genova, ai frati Predicatori; dall'altro, la Marca Trevigiana, la Romagna, la Marca Anconitana e il resto dell'Italia sono assegnate ai frati Minori.